# Бесы (спектакль Мастерской Дмитрия Брусникина)
«Бесы» — спектакль «Мастерской Брусникина», поставленный в Школе-студии МХАТ, Москва режиссёром Дмитрием Брусникиным в 2013 году по роману Ф. М. Достоевского «Бесы».

## О спектакле
Спектакль был поставлен вторым курсом Школы-студии МХАТ (курс Дмитрия Брусникина) в пространстве Боярских палат (Москва). В оригинале спектакль идет 2,5 часа и имеет возрастное ограничение 18+.
«Бесы» — попытка подойти к Ф. М. Достоевскому «новодрамовским» способом. Спектакль сочинён специально для таинственного пространства Боярских палат. Здесь нет привычной для традиционного театра сцены. Исполнители перемещаются со зрителями из зала в зал, одновременно меняя эстетику, переходя от одного способа актёрского существования к другому. Хождение по Боярским палатам придумал Сергей Тырышкин — художник, работавший с Юрием Любимовым в Театре на Таганке, с группой «АукцЫон», с Сергеем Курёхиным и его «Поп-механикой».
Премьера спектакля состоялась 6 марта 2013 года. Последний показ спектакля прошёл 27 мая 2021 года.
Про спектакль в 2017 году вышел документальный фильм «Курс Достоевского» (режиссёр Валентина Елина).

## Создатели спектакля
Постановочная группа:
- Режиссёр-постановщик — Дмитрий Брусникин
- Режиссёр-ассистент — Михаил Рахлин
- Художник — Сергей Тырышкин
- Композитор — Пётр Скворцов

Действующие лица и исполнители:
- Николай Ставрогин — Василий Михайлов
- Пётр Верховенский 1 — Василий Буткевич
- Пётр Верховенский 2 — Алексей Мартынов
- Иван Шатов — Михаил Плутаххин
- Марья Шатова — Марина Васильева
- Марья Шатова — Дарья Ворохобко
- Алексей Кириллов — Пётр Скворцов
- Марья Лебядкина — Мария Крылова
- Марья Лебядкина — Ольга Воробьёва
- Липутин — Юрий Межевич
- Лямшин — Алексей Мартынов
- Шигалёв — Алексей Любимов
- Толкаченко — Хуго Эрикссен
- Толкаченко — Роман Колотухин
- Виргинский — Тимофей Фотиев
- Виргинский — Родион Долгирев
- Виргинская — Анастасия Великородная
- Учитель — Сергей Карабань
- Студент — Гладстон Махиб
- Студентка — Мария Калецкая
- Девица у зеркала — Яна Енжаева
- Музыканты — Пётр Скворцов, Юрий Межевич, Алексей Мартынов, Василий Михайлов, Игорь Титов, Алексей Любимов

## Отзывы о спектакле
- Гран-при международного фестиваля «Твой шанс» получил спектакль «Бесы»

## Пресса о спектакле
- «Бесы» Путешествие по роману Достоевского — в совершенно буквальном смысле
- В казематах демократии. Татьяна Ратькина
- Бесы. Дмитрий Лисин «Русский журнал»